# Elisa Leonida Zamfirescu
Elisa Leonida Zamfirescu (Galați, 10 de novembro de 1887 – Bucareste, 25 de novembro de 1973) foi uma engenheira romena, uma das primeiras mulheres engenheiras do mundo.

## Vida e educação
Elisa nasceu na cidade de Galați, às margens do Danúbio, em 1887. Seu pai era Atanase Leonida, oficial militar de carreira e sua mãe, Matilda Gill, era filha de um engenheiro nascido em França. Seu irmão, Dimitrie Leonida, também era engenheiro.
Vivendo entre engenheiros, Elisa se interessou pela área desde criança. Porém, por machismo e para impedir a entrada de mulheres na ciência, Elisa foi rejeitada quando tentou estudar na Escola de Pontes e Estradas em Bucareste. Em 1909, foi aceita na Universidade Técnica de Berlim, em Charlottenburg, de onde se graduou em 1912, com licenciatura. Por um tempo acreditou-se que Elisa fosse a primeira mulher engenheira do mundo, mas a britânica Nina Cameron Graham se formou no mesmo ano e a irlandesa Alice Perry graduou-se quatro anos antes de Elisa, em 1908.

## Carreira
Depois de formada, Elisa retornou à Romênia e conseguiu um cargo como assistente no Instituto Geológico da Romênia. Durante a Primeira Guerra Mundial, ingressou na Cruz Vermelha e administrou um hospital em Mărășești como parte dos esforços de guerra do país. Em 1917, seu hospital recebeu os feridos da Batalha de Mărăşeşti, entre os exércitos alemão e romeno. A Romênia saiu vitoriosa da batalha depois de 28 dias de combates no qual cerca de 12 mil romenos foram feridos e 10 mil alemães.
Por volta dessa época, ela se casou com o químico Constantin Zamfirescu, irmão do político e escritor Duiliu Zamfirescu. Depois da guerra, Elisa retomou seu trabalho no instituto. Ela conduziu vários trabalhos de campo, onde se identificaram reservas de cobre, ferro, bauxita, carvão e cromo no país, além de ter chefiado laboratórios na instituição. Elisa também chegou a lecionar física e química.

## Aposentadoria e morte
Elisa se aposentou do trabalho em 1963, aos 75 anos, mas militou pelo desarmamento em seu país. Ela morreu aos 86 anos em 25 de novembro de 1973, em Bucareste. Um prêmio dado para mulheres que trabalham nas áreas de ciência e tecnologia foi nomeado em sua homenagem na Romênia, o Premiul Elisa Leonida-Zamfirescu.

## Legado
Elisa foi a primeira mulher membro da A.G.E.R. (Associação Geral de Engenheiros da Romênia). Uma rua no setor 1 de Bucarete leva seu nome e em seu aniversário, ela foi homenageada por um Doodle do Google, em 2018.